# Asociación de Fomento Edilicio, Cultural y Deportivo José Hernández
Asociación de Fomento Edilicio, Cultural y Deportivo José Hernández es un club deportivo ubicado en la ciudad del barrio de Mataderos, de la Ciudad Autónoma de Buenos Aires, Argentina. Fue fundado el 17 de agosto de 1924. 

## Historia
El 17 de agosto de 1924, a pocas cuadras del nuevo Matadero, exactamente en la esquina sur este de Bragado y Murguiondo, un grupo de hombres fundaron el Club Social Porteño. Su objetivo principal era contar con un lugar donde poder recrearse tomando un café con amigos y jugando a las bochas. Algunos de ellos habían pertenecido al Club Coraje, asociación dedicada al boxeo que al crearse el Porteño dejó de existir. En 1938, con el fin de realizar obras necesarias en una región en pleno proceso de desarrollo y colaborar con la formación cultural y educativa de la zona, se fundó la Asociación de Fomento y Cultura José E. Rodó y Biblioteca Popular Eurindia. La misma funcionaba en Pieres 1478, local que alquilaba. Ante esta situación los representantes del Club PorteñO propusieron a la Asociación de Fomento la fusión de ambas instituciones. Este tema fue consultado con los socios en Asamblea General Extraordinaria el 23 de marzo de 1941. Se definió Asociación de Fomento Edilicio y Cultura José E. Rodó y Biblioteca Popular Eurindia y Club Porteño, que funcionó en Pieres 1478. El 14 de diciembre de 1941 se comunicó la situación a los socios quienes aprobaron en Asamblea que la sede se mudara el 1 de marzo de 1942 a Bragado 5950, local que alquilaron por el término de 6 años.

### Sede propia
La casa en ruinas se transformó en una institución que contaba con biblioteca y sala de dictado de cursos, sala de secretaría y reuniones, cocina, vestuario con duchas de agua fría, un amplio patio descubierto (funcionando éste en diversas oportunidades como cancha de básquet), salón de fiestas y eventos, un escenario, canchas de bochas y un espacio al fondo, construido con chapas y un mostrador que hacía las veces de buffet social. Se practicaba Básquet, que se convirtió con el tiempo en el deporte principal para la institución y que llegó a darle grandes satisfacciones a lo largo de los años, Bochas, Cursos de Corte y Confección, Labores, Dactilografía, Dibujo y Pintura y Piano. Tanto en Básquet como en Bochas los representantes de los equipos participaban en distintos torneos amistosos e internos. También se realizaban en este local los bailes de carnaval y de la primavera, sumándose de esta manera a las habituales funciones de teatro y cine. Cabe destacar el éxito rotundo con el que contaban, ya en ese entonces, los bailes y festivales artísticos que con la asistencia de figuras del cine, teatro y radio hicieron famosos a los eventos realizados en la entidad. Éste es un tema tan caro a la historia de la Asociación que merece ser desarrollado en detalle. La operación de compra se llevó a cabo en 1947 sirviendo de garantes los Sres. Zunghiri, Sujalin y Ruiz. El Sr. Confalonieri, martillero público, donó a la institución la comisión que le correspondía por la venta. En 1951 se concedió a la entidad la afiliación provisoria a la Asociación Argentina de Básquet hasta que se construyera una cancha que respondiera a las exigencias reglamentarias de dicho organismo.

### Nuevo nombre
El 9 de julio de 1944 se debatió en Asamblea General Ordinaria la conveniencia de cambiar el nombre de la entidad. Asociación de Fomento Edilicio, Cultural y Deportivo José Hernández. Los Asambleístas pidieron a la Comisión Directiva que quedara asentado que este nombre fue elegido en homenaje al autor del poema gaucho “Martín Fierro”. José Enrique Rodó; Eurindia, que trae de su mano el nombre de Ricardo Rojas, José Hernández y, finalmente, Martín Fierro, no son nombres elegidos al azar. Si bien no se pueden rescatar los motivos por los cuales fueron empleadas algunas de estas denominaciones podemos deducir que provienen del respeto a la cultura y las tradiciones y marcan a este establecimiento como un claro exponente de su entorno barrial.

### Nueva sede social
El 29 de junio de 1952 fue elegida en Asamblea General una nueva Comisión Directiva encabezada por el Sr. Alberto Millán. En su discurso inicial el flamante Presidente expuso a los socios los propósitos de la nueva Comisión presentando como su mayor objetivo la construcción de una nueva sede. Durante el primer año de gestión de la nueva Comisión Directiva se puso en marcha la “Cruzada Pro 2000 socios”, que invitaba a todos los “hernandianos” a colaborar con el engrandecimiento de la Institución haciendo un socio más. Este plan dio excelentes resultados. También se agregaron nuevos deportes como Gimnasia Acrobática, Gimnasia para niños, Grandes Aparatos, Patinaje, Pesas y Complementos y Volley, juegos de salón como Ajedrez, Billar, Damas, Dominó, Fútbol Mecánico y Naipes. En marzo de 1955 fue presentado el proyecto confeccionado por el maestro mayor de obra Sr. Augusto Ciocale con modificaciones introducidas por los ingenieros Cayuela y Trama, como así también la forma en que obtendrían los fondos para encarar la construcción. El plan consistía en utilizar el dinero con el que contaba la institución; un préstamo a siete años solicitado a La Metropolitana, Compañía de Acumulación de Ahorro; y préstamos aportados por los socios y vecinos que quisieran colaborar con la obra. En 1956, debido a los aumentos de los materiales y la mano de obra fue necesario pedir una ampliación del préstamo superior a la mitad del anterior. Durante el período de construcción no pudieron realizarse en la entidad ningún tipo de actividades, por ese motivo los cursos de Corte y Confección, Dibujo y Pintura, Labores, Dactilografía y Taquigrafía fueron dictados por la profesora Zulema de Ferrari en otros domicilios. Los compromisos con la Asociación de Básquet fueron cumplidos gracias a la colaboración del Club Glorias Argentinas, el cual cedió sus instalaciones. En 1958 se pusieron en funcionamiento algunas de las instalaciones del nuevo edificio con el fin de volver a realizar las actividades habituales en la entidad. Ese mismo año surgió la Escuela de Danzas Nativas “Martín Fierro” que tomó notoriedad por la organización de la Peña Folclórica del mismo nombre. A principio de 1961 se terminó el salón de fiestas. La obra había finalizado. El sueño era realidad. La Institución contaba con un gran edificio de tres pisos. En la Planta Baja se encontraban el hall de entrada, boletería, consultorio médico, secretaría, biblioteca, sala de cursos, el tan deseado gimnasio de básquet, un escenario, dos amplios vestuarios con dos sectores de duchas para niños y adultos, separados entre sí, y baños. En el primer piso, el buffet, su salón que incluía el sector de palcos que rodeaban la cancha de básquet y los baños. Su segundo piso contaba con un amplio salón de fiestas, un pequeño escenario y una terraza descubierta. Este piso contaba con dos mostradores, uno dentro del salón y otro al aire libre. A cada lado de la terraza se encontraban los baños y, sobre ellos, las escaleras que comunicaban al tercer piso, donde funcionaba el salón de pesas. Quedó demostrada la idea del "hernandiano" de la época, el sacrificio, las ilusiones, el esfuerzo, el amor, pero por sobre todas las cosas el orgullo de ser parte de esta Asociación. La Institución tenía su propia sede social que contaba con las instalaciones apropiadas para cubrir todas necesidades de sus casi 3000 socios y en 1964 completó la devolución de los préstamos que recibiera del empréstito pro edificio social. Cabe destacar que algunos de los socios que participaron no aceptaron la devolución de sus aportes. Nuevos deportes y cursos fueron desarrollándose en el edificio pero el presidente Millán volvió a sorprender al asociado en 1966 presentando el Plan de expansión. Porque si algo le faltaba a esta institución era el natatorio.

### Plan de expansión
El 14 de octubre de 1968 compraron la propiedad de Bragado 5956/58. En 1969, Bragado 5960/64 y en 1970, Bragado 5974. En 1971 y 1972 adquirieron las propiedades de Oliden 1632, 1628/30 y 1620. El 15 de febrero de 1974, el presidente Millán dejó su puesto por problemas de salud. Falleció un mes después dejando en la Institución 22 años de esfuerzo, buenas ideas, sueños hechos realidad y otros en camino y un ejemplo de vida institucional digno de ser imitado. Porque para un "hernandiano" Alberto Eduardo Millán fue, es y será “Nuestro Gran Presidente”. La obra comprendía un sector de piletas con buffet propio, pileta para niños y solarios; sector de recreación y pista de patinaje; sector de campamento con parrillas y lavaderos; cancha de tenis y vóley, y una escalera externa que comunicaba con la terraza del segundo piso que funcionaba en ese entonces como solario. Las nuevas instalaciones fueron inauguradas el 14 de enero de 1978 en un emotivo acto donde el Padre Bracco bendijo las aguas, guardavidas de la Cruz Roja Argentina efectuaron una demostración de destreza acuática y niños representantes del Club Nolting realizaron exhibiciones de los distintos estilos utilizados en competencias de natación. El Gran Sueño era realidad, José Hernández era la Institución deseada por todos sus integrantes que habían demostrado, con mucho sacrificio y trabajo mancomunado, que “Quien tiene voluntad, realiza la obra”. Pero así como crecía su edificio también lo hacían las actividades que en él se realizaban. Es por eso que en 1981 y 1982, la Comisión Directiva encabezada por el Sr. Armando Turquet, compró los inmuebles de Bragado 5920, 5924, 5930 y Pieres 1427. En estos locales se construyeron un gimnasio anexo; un sector de parrillas cubiertas con cocina y salón comedor; un sector de canchas de bochas y juegos recreativos; un gimnasio de musculación y distintas salas destinadas al dictado de cursos. En 1985 se construyó un Microestadio en el local de la calle Oliden, donde se ubicaba anteriormente la cancha de vóley y tenis. Este gimnasio cubierto y de grandes dimensiones permitió la práctica de nuevas actividades como Baby Fútbol, deporte que creció rápidamente dándole a la Institución grandes satisfacciones. El sector de natatorio fue remodelado en 1997 convirtiéndose en pileta climatizada con un bar anexo y vestuarios propios. Durante las últimas dos décadas la Asociación José Hernández no se encontró ajena a la inestabilidad económica surgida en nuestro país. De todos modos las distintas Comisiones Directivas, presididas por el Sr. Ennio Bertini (1988-1999) y el Sr. Jorge Albor (1999– 2003), con el aporte fundamental de sus socios se dedicaron a mantener las instalaciones de la Institución para poder brindar a quienes las utilizan todas las comodidades dentro de un ambiente agradable. Es así como la entidad realizó varias obras de mantenimiento y reestructuración como la creación de un nuevo gimnasio en el segundo piso, arreglos en el gimnasio de artes marciales y baños del tercer piso, importantes reformas en la cocina y el salón del buffet, modernización de los baños del primer piso, arreglos en paredes y cocina del sector de parrillas cubiertas e innumerables obras pequeñas pero no menos importantes que hacen al bienestar de sus socios. El 17 de agosto de 2004 la Asociación cumplió sus primeros 80 años. En las celebraciones realizadas el 22 del mismo mes fue reinaugurado el gimnasio de Judo en la planta baja.

## Básquetbol

### Resultados históricos

#### Categorías de ascenso (2017 a presente)
| Temporada                            | Pos. Fase Regular (división) | Pos. Play-offs (general) | Observaciones |
| ------------------------------------ | ---------------------------- | ------------------------ | ------------- |
| Torneo Federal de Básquetbol 2017-18 | 7° (División Metropolitana)  | En curso                 | Anexo         |

## Otras secciones deportivas
En las instalaciones del club se realiza Aikido, Gimnasia artística y acrobática, Gimnasia rítmica y coreográfica, Jiu Jitsu, Judo, Karate, Natación, vóley y yoga.

## Autoridades

### Comisión Directiva 2016 - 2019[3]
- Presidente Francisco Fieramosca
- Vicepresidente Daniel Greni Rueda
- Secretario General Enrique Maione
- Secretario Norberto Bernardi
- Secretario de Actas Pablo Prandi
- Tesorero Héctor Ventura
- Protesorero Félix Pica
- Vocal Titular Jorge Mendez
- Vocal Titular Gerardo Kozuseck
- Vocal Titular Gabriel Rapalini
- Vocal Titular Mariel Guillen
- Vocal Suplente Catriel Martignoni
- Vocal Suplente Norberto Hornos
- Revisor de cuentas titular Ennio Bertini
- Revisor de cuentas titular Mariano Composto
- Revisor de cuentas Suplente Fabián Barrera